# اتمیسل

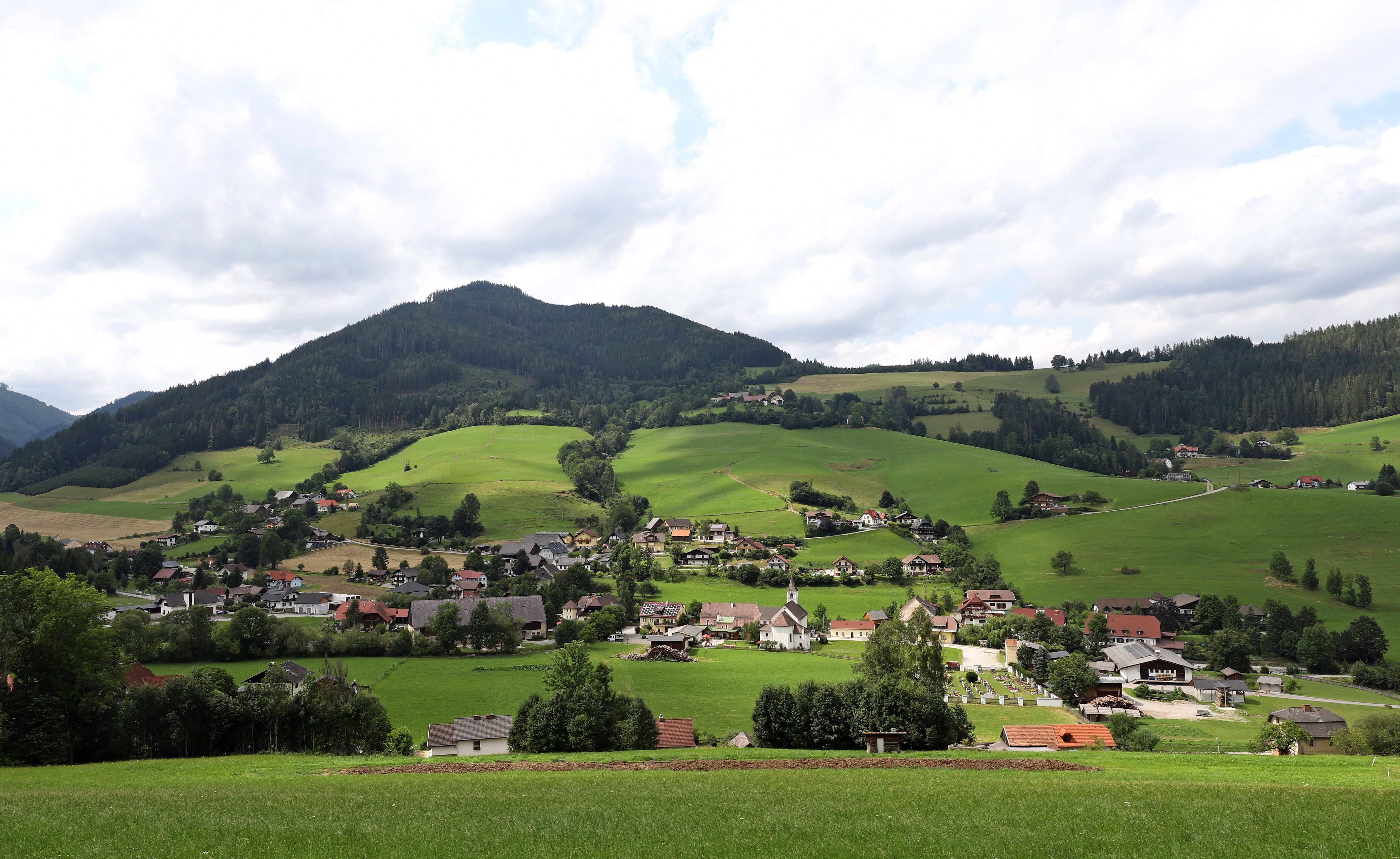

اتمیسل (به آلمانی: Etmißl) یک منطقهٔ مسکونی در اتریش است که در بروک مورتسوچلاگ واقع شده‌است. اتمیسل ۳۲٫۰ کیلومتر مربع مساحت دارد ۷۱۲–۱٬۵۸۳ متر بالاتر از سطح دریا واقع شده‌است.